# Zaprešić
Zaprešić város és község Horvátországban, Zágráb megyében. Közigazgatásilag Hruševec Kupljenski, Ivanec Bistranski, Jablanovec, Kupljenovo, Lužnica, Merenje, Pojatno és Šibice települések tartoznak hozzá.

## Fekvése
Zágráb központjától 21 km-re nyugatra, községközpontjától 1 km-re délnyugatra a Medvednica-hegység nyugati lábánál fekszik.

## Története
Zaprešić története a 11. század végén kezdődik. 1094 körül Szent László király Acsa nevű hívének az újonnan alapított zágrábi püspökség védelmére a Medvednica-hegység keleti és nyugati oldalát magában foglaló birtokot adományozott. Ebből a birtokból, mely Szávától egészen a Szutla folyóig terjedt fejlődött ki a szomszédvár-stubicai uradalom, amely a megye második legnagyobb világi birtoka lett. Kedvező fekvésének köszönhetően itt már korán kialakult a település, melynek első írásos említése 1334-ben a zágrábi káptalan statútumában történt. Ekkora már akkora falu volt, hogy már állt Szent Péter tiszteletére szentelt plébániatemploma. A 15. és 16. században az uradalom birtokosai a török elől menekülő horvátokat telepítettek ide. Közülük sokan az Una mentéről és Lika megyéből érkeztek és máig megőrizték ottani nyelvjárásukat. Velük érkeztek azok a ferences szerzetesek, akiknek Szomszédvár ura 1517 és 1527 között felépítette a marija goricai kolostort. 1573-ban az itteni jobbágyok is részt vettek a Grubec Máté vezette horvát parasztfelkelésben. Az uradalom 1575-ben kezdett feldarabolódni, amikor a Henningek öt részre osztották fel, melyet birtokosai ezután gyakran változtak. A 17. és 18. században kisnemesek birtokai voltak, akik felépítették nemesi kúriáikat. Közülük több a 20. századra is fennmaradt. Fejlődősén nagyot lendített az első horvátországi vasútvonal kiépülése, mely itt haladt keresztül. 
A településnek 1857-ben 791, 1910-ben 1490 lakosa volt. Trianon előtt Zágráb vármegye Zágrábi járásához tartozott. 2011-ben a községnek 25226, a városnak magának 19574 lakosa volt. 

## Lakosság
| Lakosság változása | Lakosság változása | Lakosság változása | Lakosság változása | Lakosság változása | Lakosság változása | Lakosság változása | Lakosság változása | Lakosság változása | Lakosság változása | Lakosság változása | Lakosság változása | Lakosság változása | Lakosság változása | Lakosság változása | Lakosság változása |
| ------------------ | ------------------ | ------------------ | ------------------ | ------------------ | ------------------ | ------------------ | ------------------ | ------------------ | ------------------ | ------------------ | ------------------ | ------------------ | ------------------ | ------------------ | ------------------ |
| 1857               | 1869               | 1880               | 1890               | 1900               | 1910               | 1921               | 1931               | 1948               | 1953               | 1961               | 1971               | 1981               | 1991               | 2001               | 2011               |
| 791                | 790                | 988                | 1241               | 1394               | 1490               | 1803               | 1889               | 2294               | 2537               | 3311               | 4992               | 8201               | 15678              | 17538              | 19574              |

## Nevezetességei
- Novi Dvori kastélyát[4] 1611-ben a Zrínyiek építették. Későbbi tulajdonosai a Csikulin, a Sermage, a Festetich és Erdődy családok voltak. 1851-ben Josip Jelačić vásárolta meg Erdődy Sándor gróftól és átalakíttatta. 1863-ban testvére Đure Jelačić tulajdona lett, majd tőle lánya Anke Jelačić örökölte, aki halála után 1934-ben Matica Hrvatska szervezetre hagyta. 1941 és 1945 között a horvát nemzetvezető Ante Pavelić rezidenciája volt benne. 1945 és 1956 között mezőgazdasági – háztartási iskola működött benne, majd 1970-ig mezőgazdasági iskola és gyermekotthon volt. Azóta az épületegyüttesben többek között raktárak, kiállítóterem, múzeum, szálló, kápolna működik és itt található a Jelačićok családi sírboltja is. 2004-óta itt van a Jelačić bán golf klub központja és gyakorlópályája.
- Szent Péter tiszteletére szentelt plébániatemploma[5] 1869-ben épült neogótikus stílusban egy korábbi fakápolna helyén. A templom a Zágráb-Zaprešić főút közelében, a település keleti szélén található. Egyhajós épület, téglalap alaprajzú hajóval, és sokszög záródású apszissal, valamint a főhomlokzat feletti toronnyal. A homlokzat külső kialakításában, valamint a hajó és a szentély boltíves kialakításában a neogótikus stílusjegyek dominálnak. A hajó és a szentély egyedülálló belseje boltozatos, az oldalfalakon elhelyezett lépcsős profilú kőkonzolokon nyugvó keresztboltozata van.
- Keresztelő Szent János tiszteletére szentelt új templomát és pasztorális központját 1993-ban építették.
- Páduai Szent Antal tiszteletére szentelt kápolnája 1933-ban épült.
- A Novi Dvori kastélyában működő Szent József kápolnát 1855-ben Josip Jelačić bán építtette a saját birtokán. Itt található a bán sírja is.
- A Matija Skurjeni galéria a neves naiv festőművész alkotásaival 1987. július 15-én nyitotta meg kapuit.
- Védett épület a Lončar utca 14. szám alatti, 1900-ban épült földszintes fa lakóház.[6] Belül két hálószoba, egy előszoba és egy konyha található, amelyben egy régi tégla tűzhely maradt fenn. A hátsó, udvari oldalra egy a mezőgazdasági termékek tárolására szolgáló tárolóhely épült. A nyugati homlokzat főbejáratának ajtófélfáján az építés éve és Stefan Vincek neve szerepel. A nyeregtetős épület falazott kéménye különösen dekoratív.

## Sport
A város labdarúgóklubja az NK Inter Zaprešić a horvát élvonalban játszik.

## Képgaléria

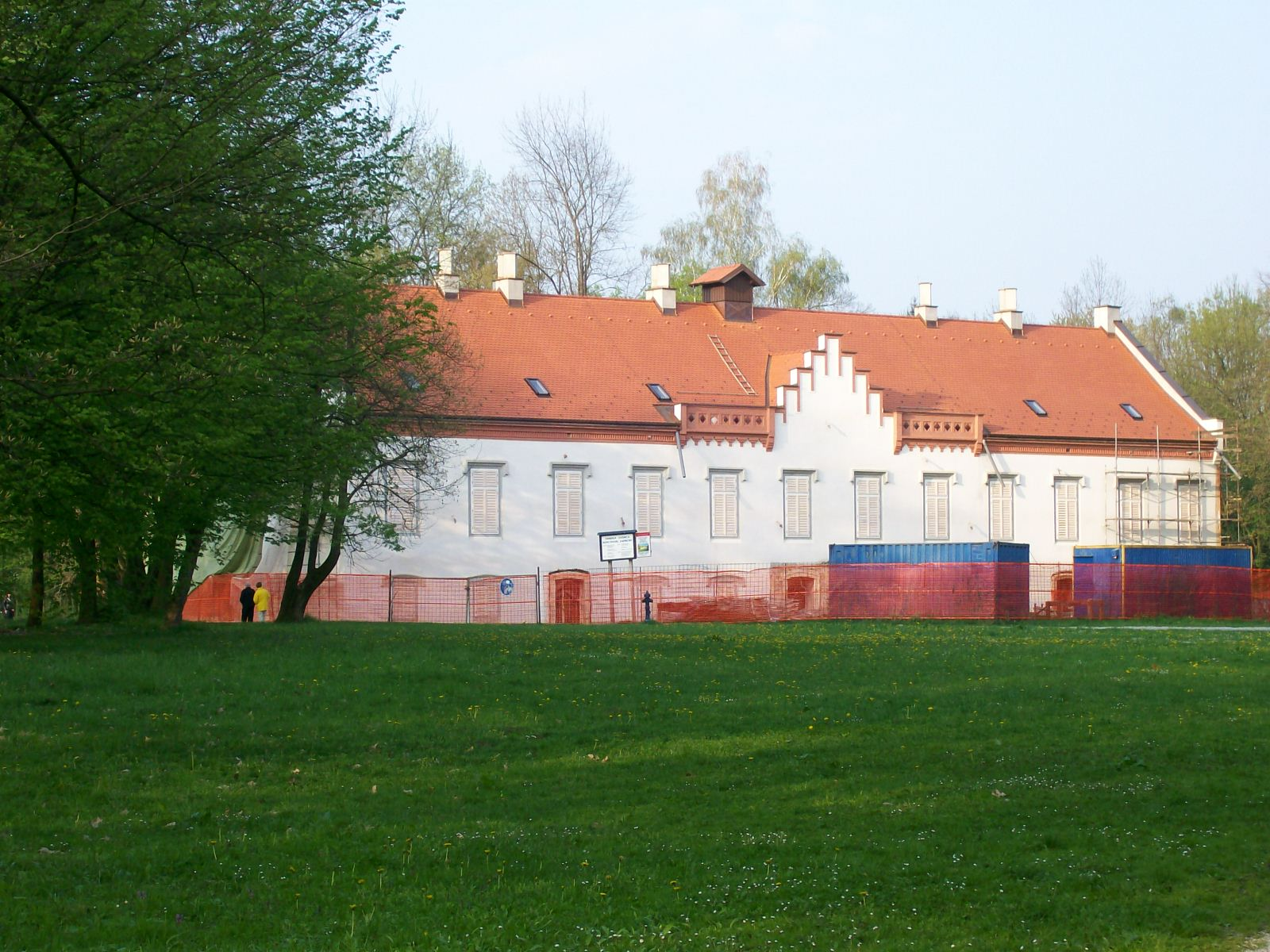
Novi Dvori kastélya felújítás alatt
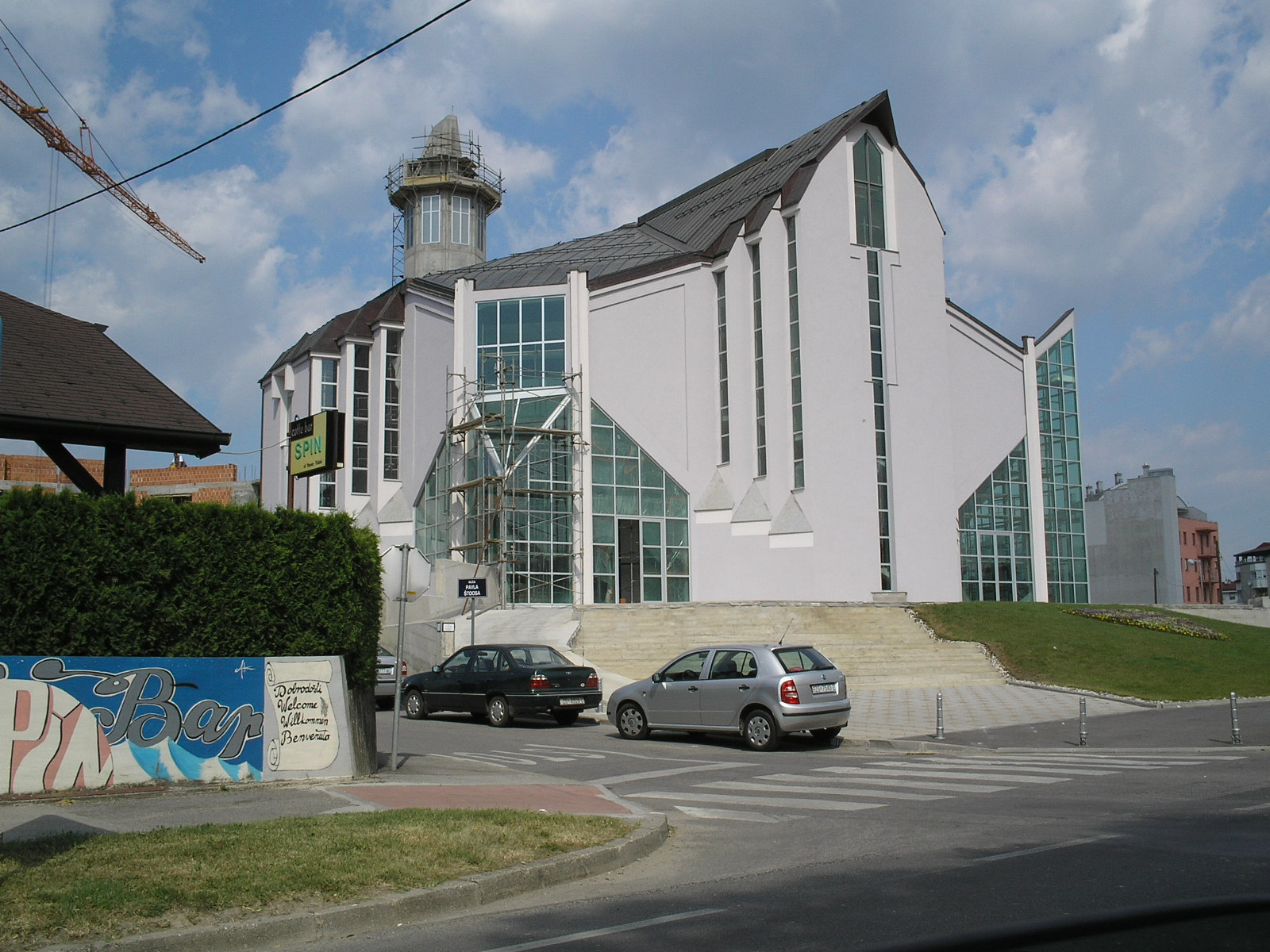
Az új Keresztelő Szent János templom még építés alatt
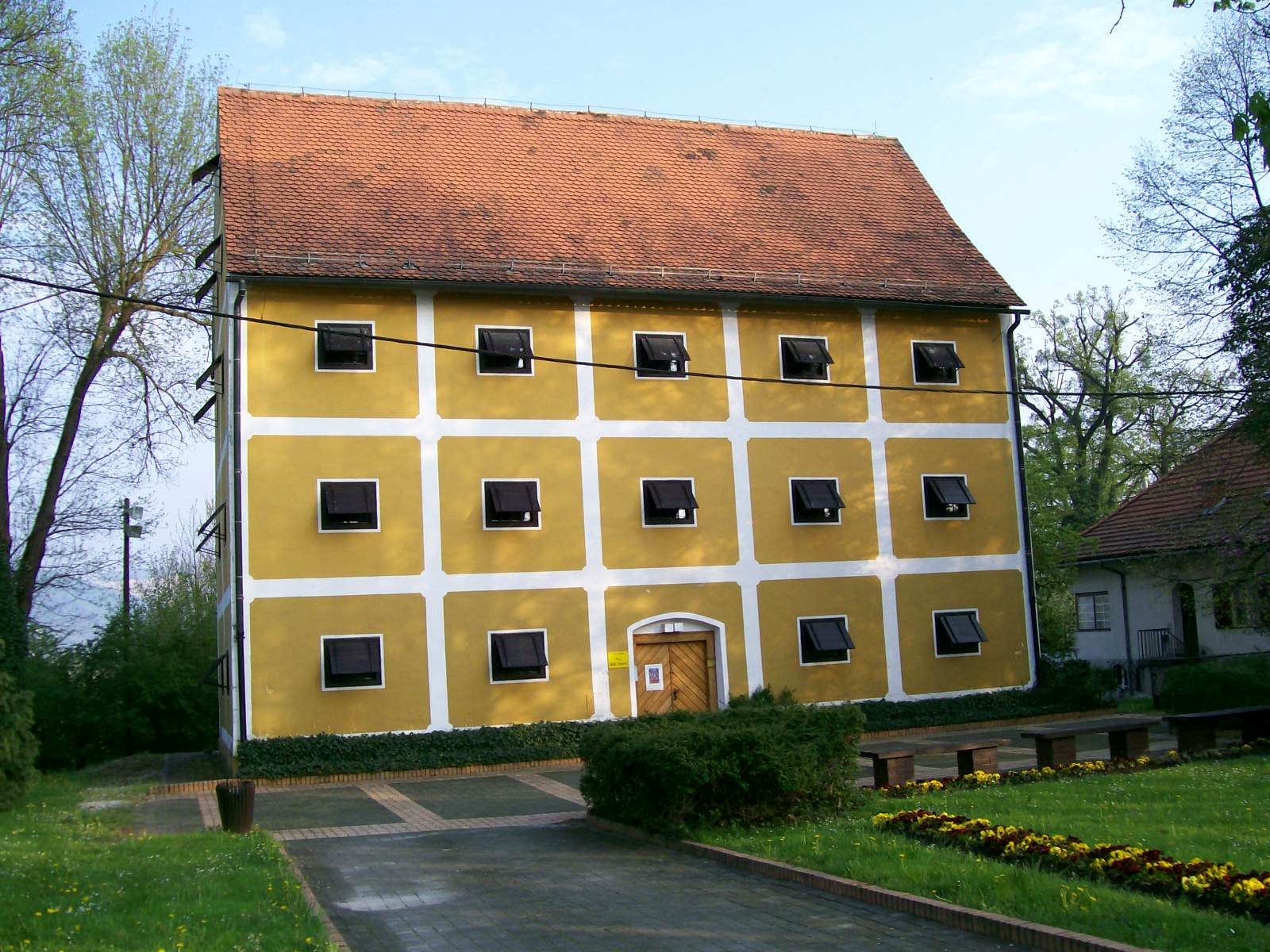
A Skurjeni-galéria épülete
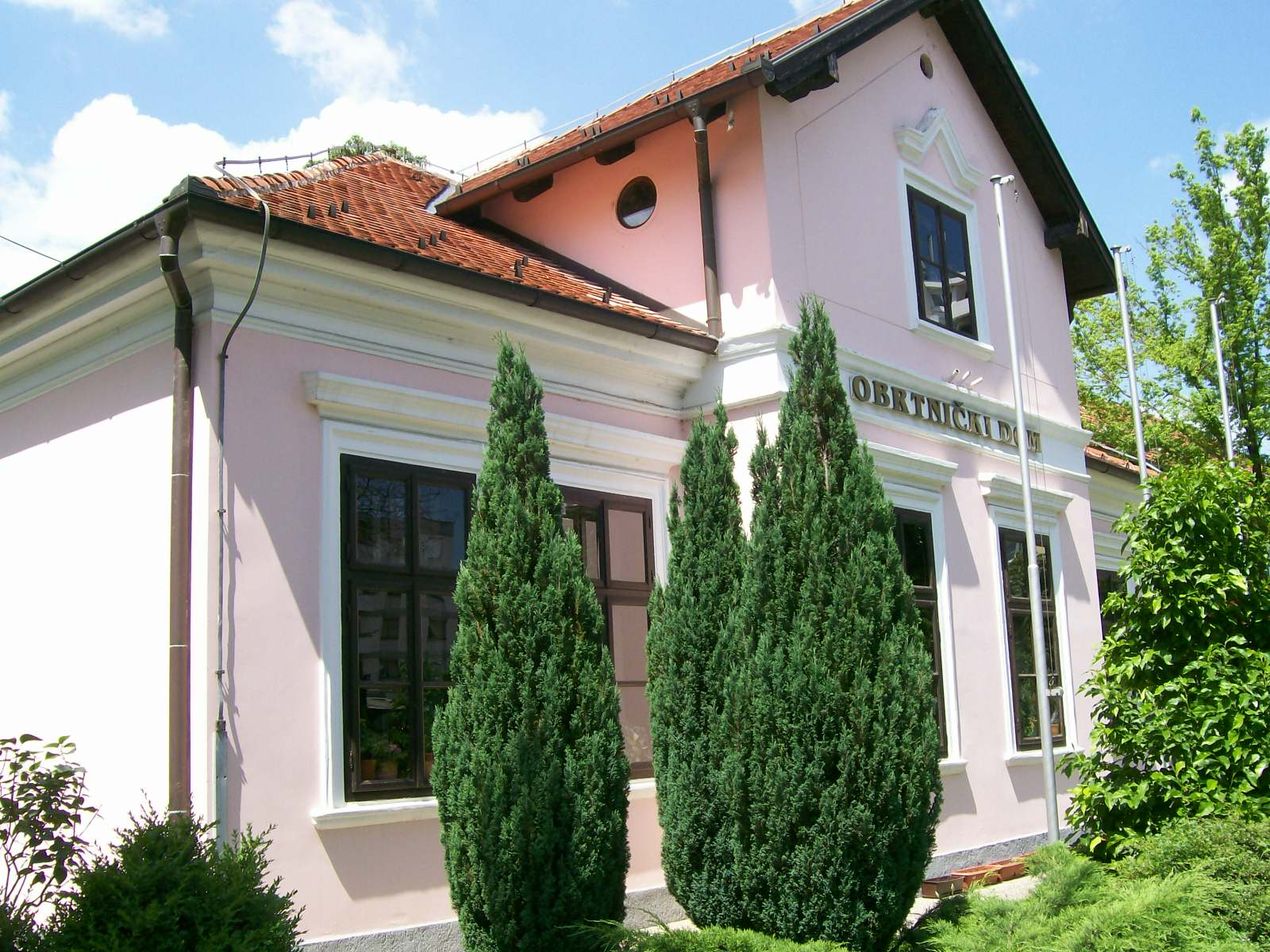
A kézművesek háza
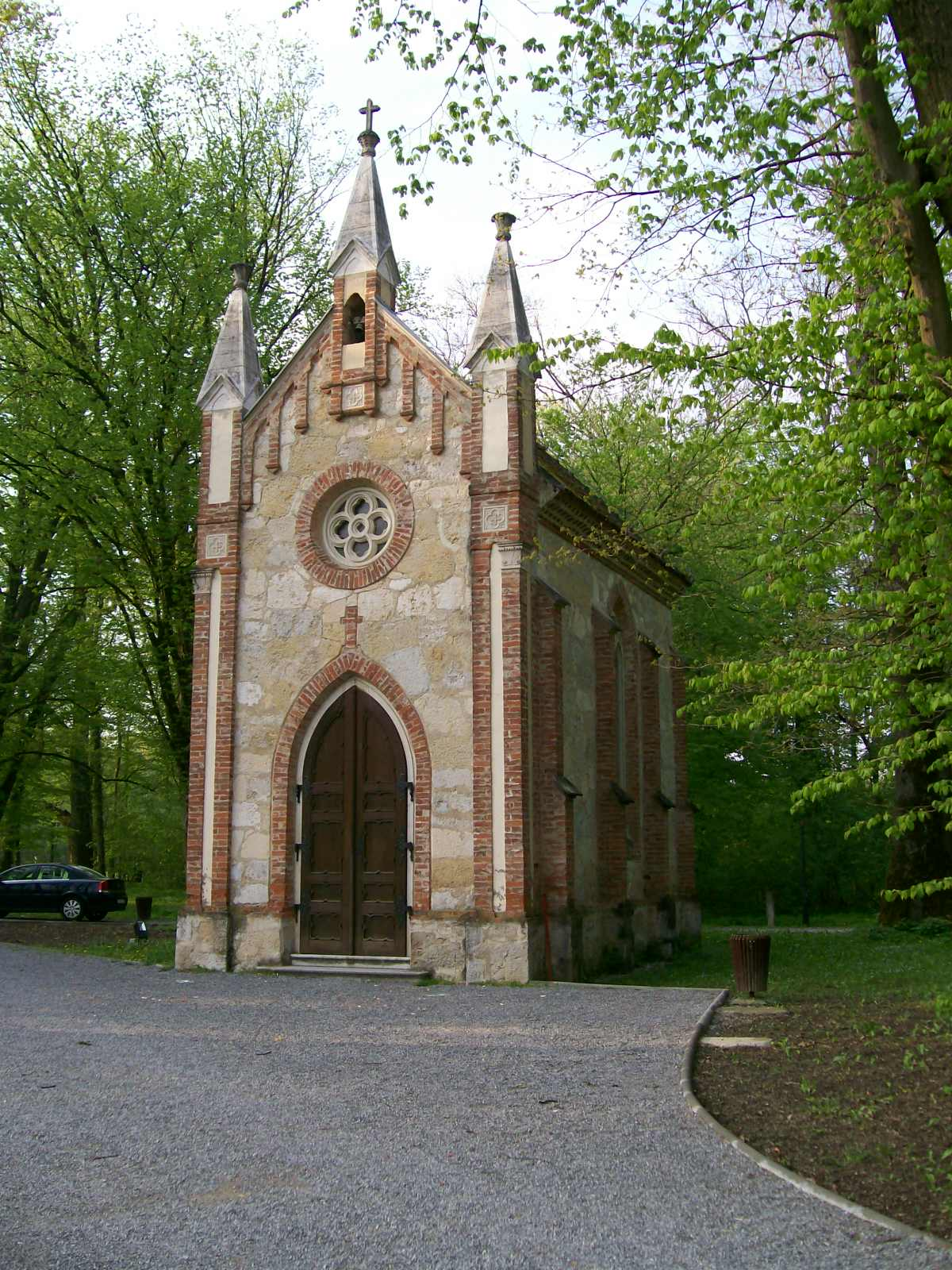
A Szent József kápolna
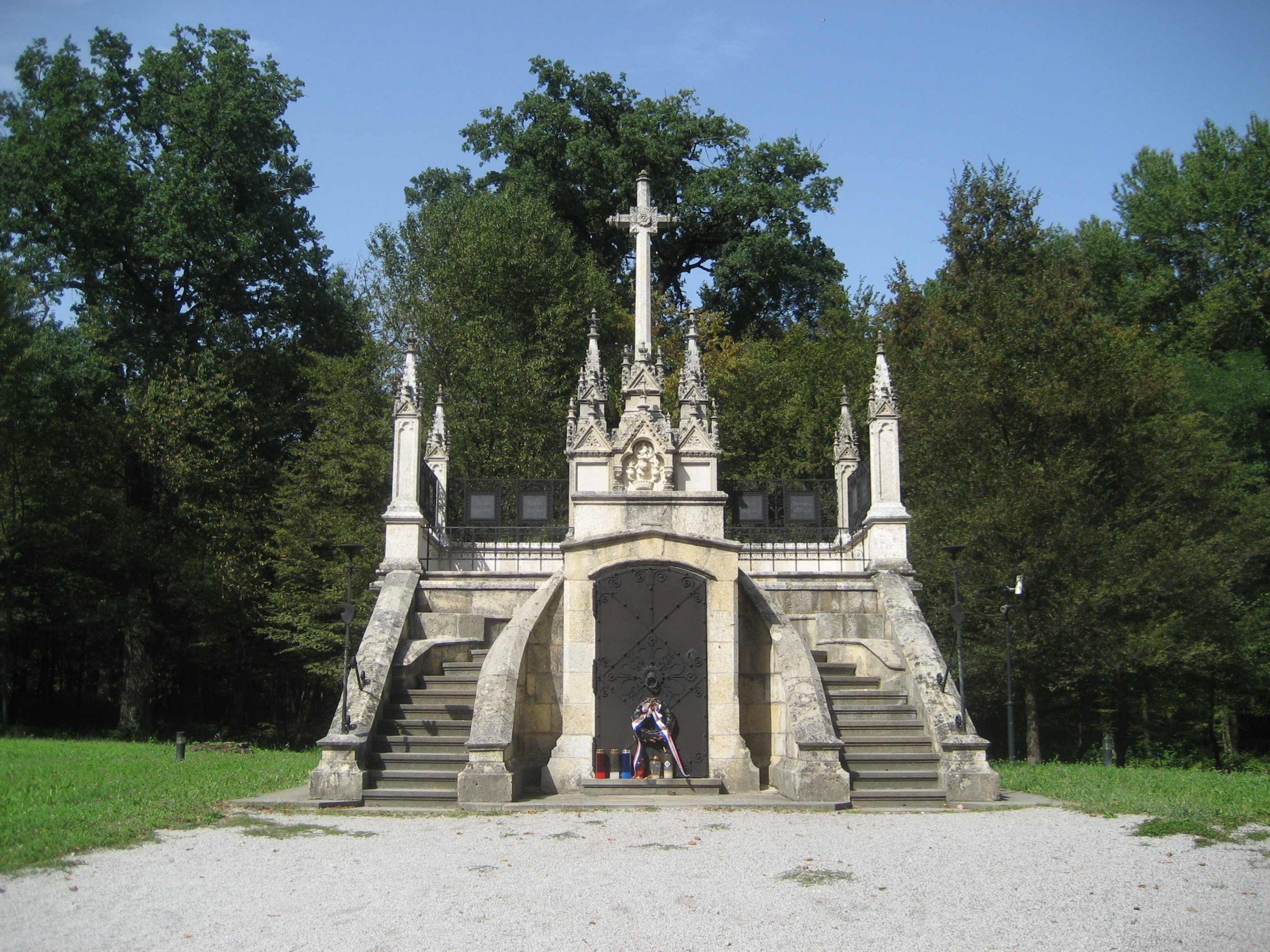
A Jelašić család sírboltja
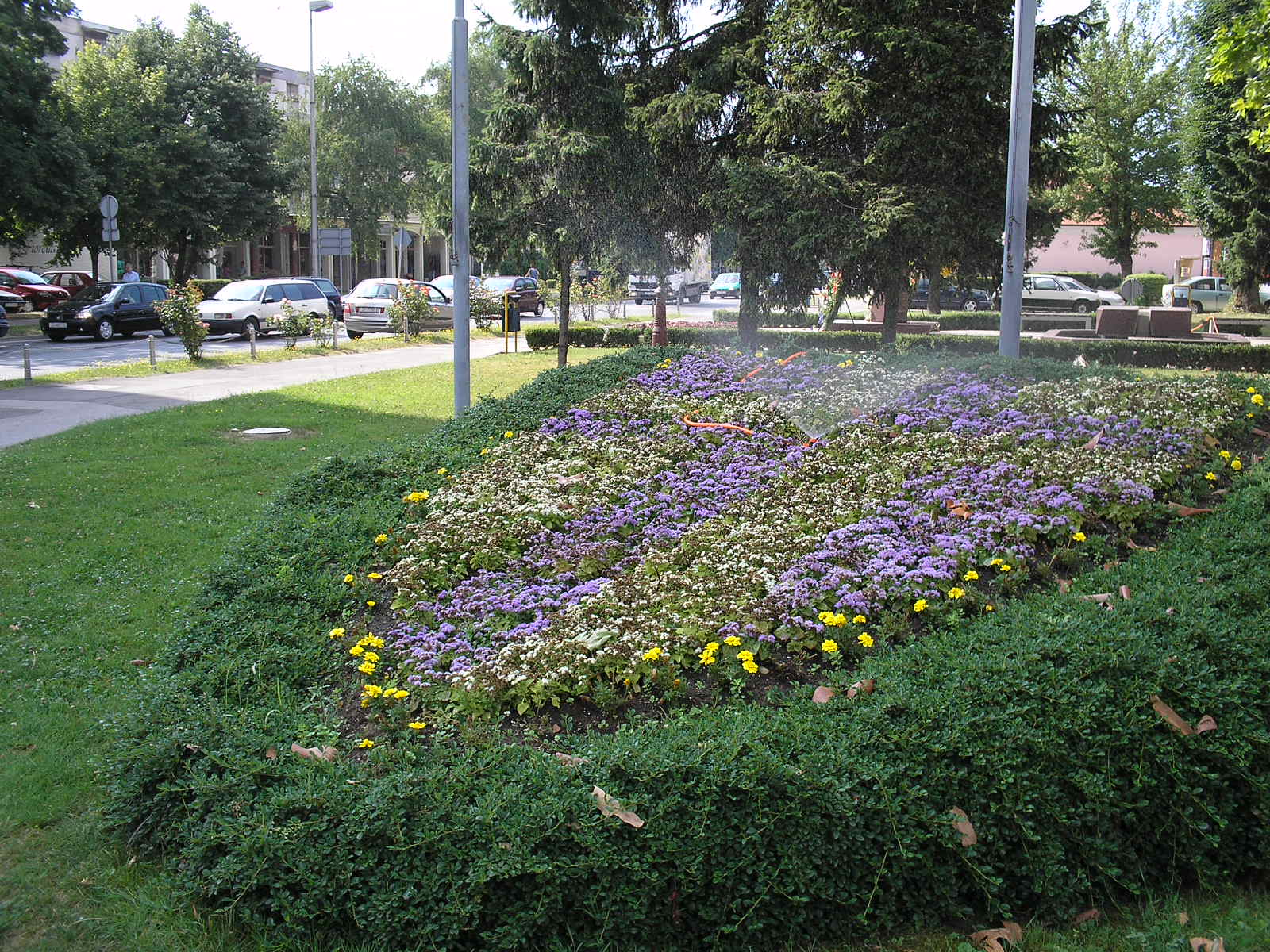
A belváros részlete
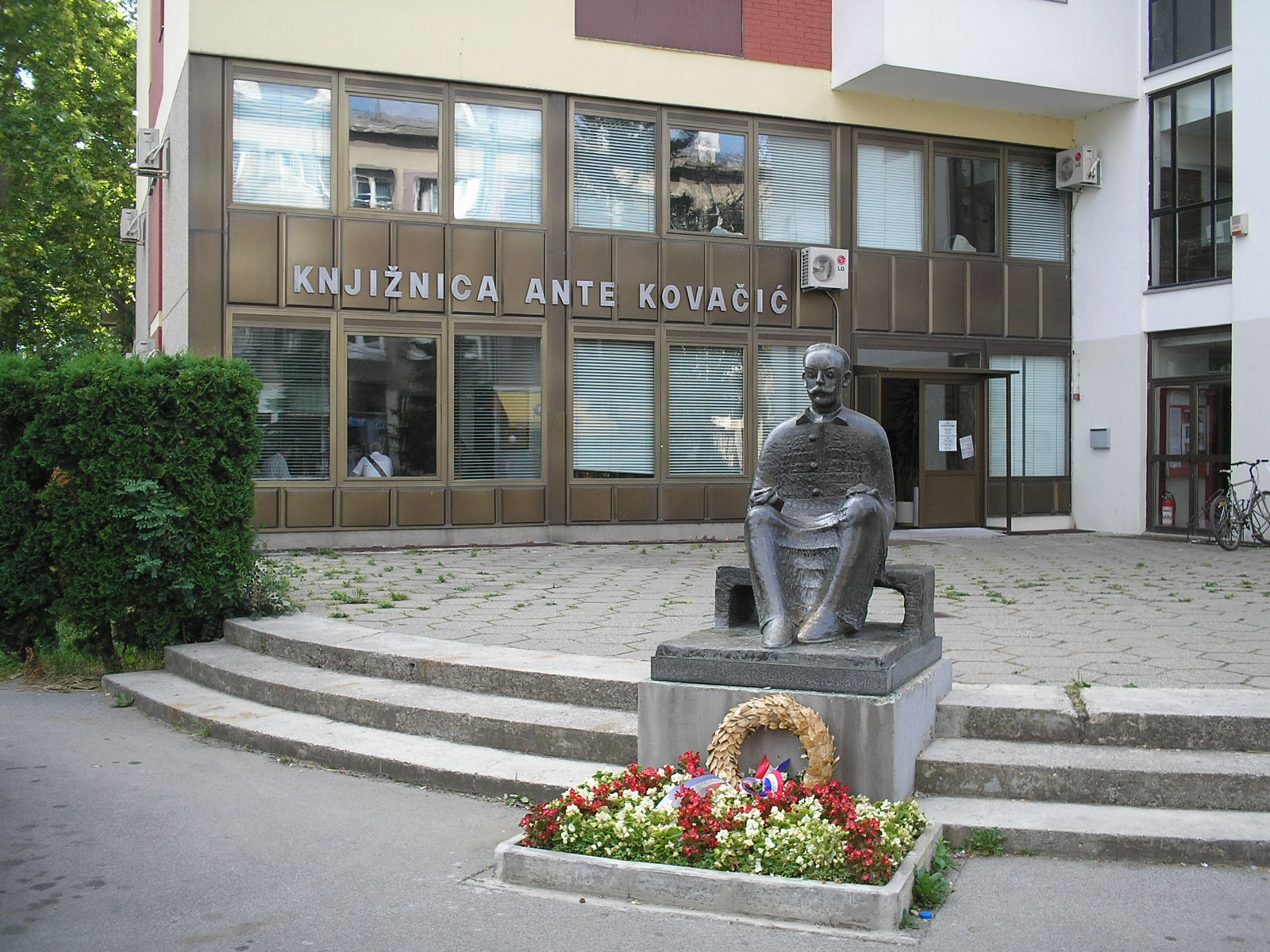
A városi könyvtár épülete
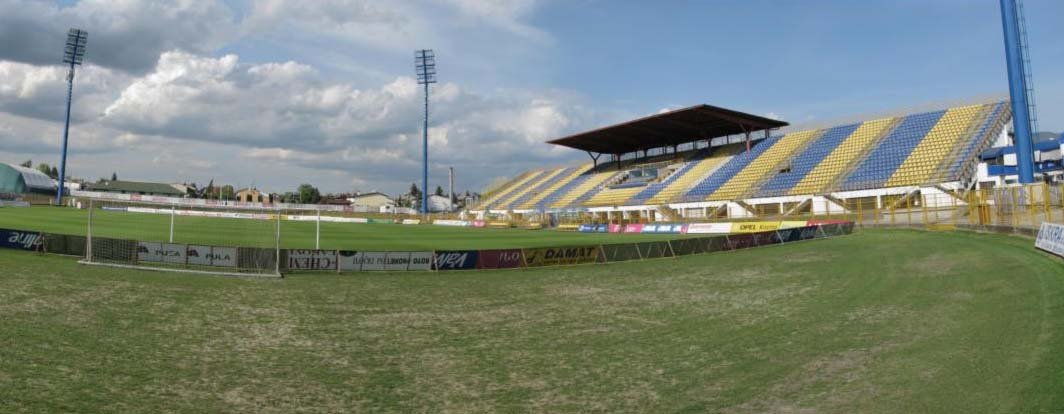
Az Inter Zaprešić stadionja
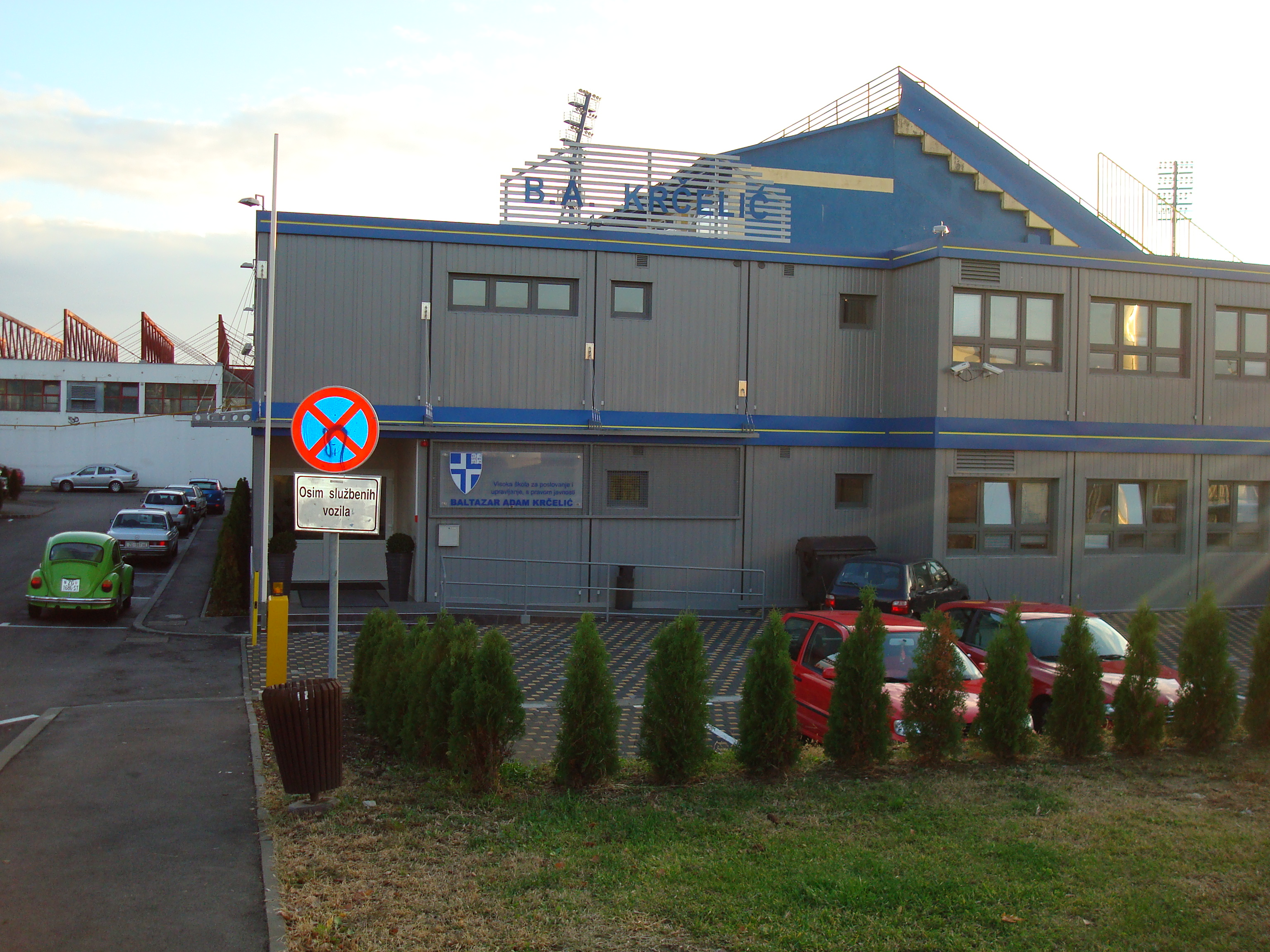
A 2001-ben alapított Adam Baltazar Krčelić akadémia épülete